# 佐治·亞歷山大·咸美頓
佐治·亞歷山大·咸美頓（英語：George Alexander Hamilton，1802年8月29日—1871年9月17日）是英国保守黨的一名政治家，後來成為一名公務員。 他是一個非常熱心和積極的新教徒，也是奧蘭治兄弟會的支持者。

## 外部連結
- Hansard 1803–2005: George Alexander Hamilton在國會中的貢獻